# فرانك كارد بورن
فرانك كارد بورن (بالإنجليزية: Frank Card Bourne)‏ هو باحث في تاريخ العصور الكلاسيكية وأستاذ جامعي أمريكي، ولد في 17 يوليو 1914 في Wells, Maine ‏ في الولايات المتحدة، وتوفي بنفس المكان في 19 نوفمبر 1983.